# Николаевка (Табунский район)
Николаевка  (Шейче; также Чаячий, № 75) — село в Табунском районе Алтайском крае, в составе Серебропольского сельсовета.
Основано в 1912 году.
Население - 182 (2013)

## История
Основано в 1912 году переселенцами из Причерноморья. Меннонитская община Хорошее, братско-меннонитская община Саратов. В 1922 году имелся молельный дом. В 1926 году — семеноводческое и племенное товарищество, пункт ликбеза. В годы коллективизации организованы колхозы «Ауфбау», «Триумф».

## Физико-географическая характеристика
Село расположено на западе Табунского района, близ границы с Республикой Казахстан, в пределах Кулундинской равнины, относящейся к Западно-Сибирской равнине, в 7 км к юго-западу от озера Малое Яровое, на высоте 100 метров над уровнем моря. Рельеф местности — равнинный, село окружено полями. Распространены каштановые почвы.
По автомобильным дорогам расстояние до административного центра села Сереброполь — 18 км, до районного центра села Табуны — 49 км, до краевого центра города Барнаула — 520 км, до ближайшего города Славгород — 77 км.
Часовой пояс
Николаевка, как и весь Алтайский край, находится в часовой зоне МСК+4. Смещение применяемого времени относительно UTC составляет +7:00.

## Население
Динамика численности населения по годам:
| 1926 | 1980 | 1987 | 2004 |
| ---- | ---- | ---- | ---- |
| 347  | 882  | 1136 | 203  |

| 1926 | 1980 | 1987  | 1997 | 1998 | 1999 | 2000 |
| ---- | ---- | ----- | ---- | ---- | ---- | ---- |
| 347  | ↗882 | ↗1139 | ↘271 | ↘266 | ↘260 | ↘256 |
| 2001 | 2002 | 2003  | 2004 | 2005 | 2006 | 2007 |
| ↘231 | ↘229 | ↗230  | ↘213 | →213 | ↘203 | ↗217 |
| 2008 | 2009 | 2010  | 2011 | 2012 | 2013 |      |
| ↘214 | ↘211 | ↘197  | ↗198 | ↘186 | ↘182 |      |